# آدران (رباط کریم)
آدران روستایی از توابع بخش مرکزی شهرستان رباط‌کریم است که بخی مدتها در آدران سولطان آبادساکن بود

## جمعیت
این روستا در دهستان امامزاده ابوطالب قرار دارد و براساس سرشماری مرکز آمار ایران در سال ۱۳۸۵، جمعیت آن ۲٬۵۶۲ نفر (۶۶۴خانوار) بوده‌است. 

## پیشینه
آدران روستایی تاریخی با بافت معماری منحصر بفرد است. آدران سابقاً در قلعه‌ای با دیوارهای بلند قرار داشته‌است. این قلعه متأسفانه از بین رفته و فقط بخش کوچکی از دیوارهایش باقی‌مانده‌است. فضای درون قلعه شامل دو خیابان است که یکدیگر را قطع می‌کنند. خیابان اصلی روستا از محل این تقاطع به کوچه بالا و کوچه پایین تقسیم می‌شود. محلات خارج از قلعه را هم «بیرون دروازه» می‌گفتند. قلعه دارای دو دروازه چوبی بزرگ بود که اوایل انقلاب توسط مردم کنده شد. داخل قلعه قدیمی تمام کوچه‌ها قرینه و روبروی هم هستند. در بیرون قلعه باغ ایرانی بسیار زیبایی با درختان سرو نام باغ نو و در درون باغ خانه سپهبد امان‌الله جهانبانی (زاده ۱۲۷۴ – درگذشته ۱۰ اردیبهشت ۱۳۵۳) شاهزاده قاجار، از فرماندهان ارتش شاهنشاهی ایران، دولتمرد و سناتور دوره پهلوی بود.که با خسران و کارشکنی مسئولان به متروکه تبدیل شده است قرار داشت.
در زمان رضاشاه مالک روستای آدران نیز ناصر خان قشقایی بودند که نقش بسزایی در رشد آن داشتند که می‌توان به برق کشی و ترویج کشاورزی آدران اشاره نمود که پس از مدتی رضا شاه آدران را از این خاندان پس گرفت.